# Moreilles
 Moreilles  es una comuna y población de Francia, en la región de Países del Loira, departamento de Vendée, en el distrito de Fontenay-le-Comte y cantón de Chaillé-les-Marais.
Su población en el censo de 1999 era de 219 habitantes.
Está integrada en la Communauté de communes des Isles du Marais Poitevin.

## Demografía
| 329 | 292 | 239 | 217 | 224 | 219 |
| Para los censos de 1962 a 1999 la población legal corresponde a la población sin duplicidades (Fuente: INSEE [Consultar]) |     |     |     |     |     |